# Akce Bororo
Akce Bororo és una pel·lícula de ciència-ficció txecoslovaca del director Otakar Fuka del 1972. Tracta d'una trobada amb una civilització alienígena i una medicina misteriosa de l'Amazones. El guió es basa en la novel·la Expedition Élauné de Miroslav Hanuš.

## Sinopsi
Una dona alienígena ve a la Terra per obtenir una cura per a una malaltia que aparentment amenaça d'erradicar la seva civilització. Aquí s'enamora d'un científic txec, qui obté informació sobre una cura universal per les malalties a través d'una droga fabricada pels bororó de l'Amazones. Quan la seva xicota és assassinada per alemanys que volen robar la fórmula, és reprojectada des del seu planeta natal.

## Repartiment
- Božidara Turzonovová com a Ori-Ana / Zuzana Kettnerová
- Svatopluk Matyáš com el Dr. Junek
- Vlastimil Brodský com a dr. Burger
- Otakar Brousek com a dr. Nousek
- Zita Kabatova com a Fricova
- Oto Ševčík com a Krause
- Jiří Krampol
- Karel Augusta
- Jiří Pleskot com a Chaloube
- František Paul com a Cipro
- Viktor Maurer com a Kelner
- Radovan Lukavský com a Frič (veu)